# 山崎賢二
山崎 賢二（やまざき けんじ、1929年5月5日 - 2000年3月21日）は日本の実業家、桐原書店創業者。

## 来歴
長野県上水内郡桐原村（現・長野市）生まれ。昭和28年（1953年）法政大学文学部英文学科卒業。岩波書店入社が内定していたが、母から帰郷を厳命され、長野女子高等学校の英語教諭となる。昭和38年（1963年）に上京し、都内の私立高校教諭を経て、昭和41年（1966年）に故郷にちなんで「桐原書店」を創業した。英語の副教材を主力とする教育書や学習分野を出版していたが、『積木くずし』（穂積隆信著）のベストセラー化を契機に、人生全般にわたる文化に寄与する総合出版社に転換した。